# Hammerau (Sinsheim)
Hammerau ist ein Wohnplatz auf der Gemarkung des nach Sinsheim eingemeindeten Dorfes Weiler im Rhein-Neckar-Kreis. Die Siedlung wurde in den 1960er Jahren privat erschlossen und wird noch heute von einer GmbH verwaltet.

## Geografie
Hammerau liegt etwa zwei Kilometer nordwestlich von Weiler in der Talmulde des Ilvesbachs am Fuße des Steinsbergs, der höchsten Erhebung in der Hügellandschaft des mittleren Kraichgaus. Die Siedlung steht auf einer kleinen, vom Ringweg erschlossenen Anhöhe auf rund 200–210 m ü. NHN. Der Ilvesbach durchfließt hier eine Rodungsschneiße im Großen Wald nach Nordosten zum Birkenauerhof hin, die sich schon halben Weges zu größeren Ackerflächen öffnet.

## Geschichte
Hammerau steht auf einem alten Siedlungsplatz. Im Mittelalter gab es hier den Ort Studernheim, der jedoch spätestens im 15. Jahrhundert wüst fiel. Danach wurde die Siedlungsfläche landwirtschaftlich genutzt. In der Neuzeit erschloss der Unternehmer Rudolf Hammer das Gebiet, der es aufkaufte, kanalisierte und parzellierte. Zwischen 1963/64 und 1990 entstanden 38 Häuser, die Siedlung hat rund 100 Einwohner.
Hammerau hat eine eigene Quelle, eine Wasserversorgung und eine eigene Kläranlage, sonst jedoch keine Infrastruktur.

## Radverkehr
Hammerau liegt an der Burgen-Tour Kraichgau-Stromberg, eine etwa 52 Kilometer lange regionale Radroute, die den Wohnplatz mit den Dörfern Weiler und Waldangelloch verbindet.